# Anatole France
François-Anatole Thibault (París, 16 de abril de 1844-Saint-Cyr-sur-Loire, 12 de octubre de 1924), conocido como Anatole France fue un escritor, poeta, periodista y novelista francés. Irónico y escéptico, en su tiempo fue considerado el hombre de letras ideal francés.Fue miembro de la Academia Francesa, y en 1921 le fue concedido el Premio Nobel de Literatura, «en reconocimiento a sus brillantes logros literarios, caracterizados como lo están por una nobleza de estilo, una profunda simpatía humana, gracia, y un temperamento genuinamente galo».
También se considera ampliamente que France fue en quien se inspiró Marcel Proust para el personaje de Bergotte, el héroe literario del narrador Marcel, en En busca del tiempo perdido.

## Trayectoria
Hijo de un librero, France, bibliófilo, pasó la mayor parte de su vida en torno a los libros. La librería de su padre se especializaba en libros y artículos sobre la Revolución Francesa y era frecuentada por muchos escritores y estudiosos. France estudió en el Collège Stanislas, un colegio católico privado, y tras graduarse ayudó a su padre trabajando en su librería. Después de varios años, consiguió el puesto de catalogador en Bacheline-Deflorenne y en Lemerre. En 1876, fue nombrado bibliotecario del Senado francés.
France  inició su carrera literaria como poeta y periodista. En 1869, Le Parnasse contemporain publicó uno de sus poemas, “La Part de Madeleine”. En 1875, formó parte del comité encargado de la tercera compilación contemporánea del Parnasse. Como periodista, a partir de 1867, escribió numerosos artículos y notas. Se dio a conocer con la novela Le Crime de Sylvestre Bonnard (1881). Su protagonista, el viejo erudito escéptico Sylvester Bonnard, encarnaba la personalidad propia de Francia. La novela fue elogiada por su elegante prosa y le valió un premio de la Académie Française.
En La Rotisserie de la Reine Pedauque (1893) France ridiculizó la creencia en lo oculto, y en Les Opinions de Jérôme Coignard (1893), capturó la atmósfera del fin de siècle. Fue elegido miembro de la Académie Française en 1896.
 

France apoyó a Émile Zola en el caso Dreyfus; al día siguiente de la publicación del J’accuse…! (Yo acuso), firmó la petición que pedía la revisión del proceso. Escribió sobre el asunto en su novela Monsieur Bergeret de 1901. Devolvió su Legión de Honor cuando le fue retirada a Zola. Participó en la fundación de la Liga de los Derechos del Hombre. También se comprometió en las causas de la separación de la Iglesia y el Estado, los derechos sindicales y contra los presidios militares.

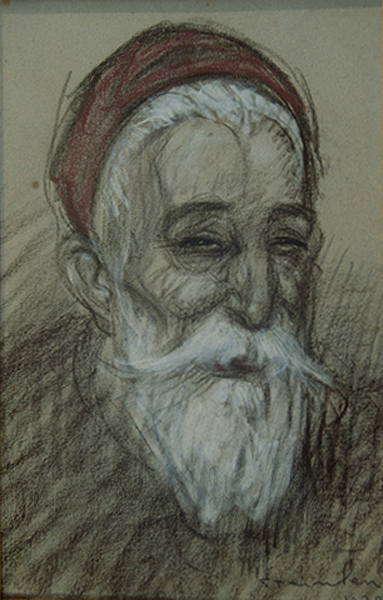
Anatole France según dibujo de Théophile A. Steinlein

Fue colaborador del diario L'Humanité, y tomó partido en 1919 contra el Tratado de Versalles (Contra una paz injusta, que publicó L'Humanité el 22 de julio de 1919). Se presentó a diputado en las elecciones legislativas de 1914. Cercano a la SFIO (Sección Francesa de la Internacional Obrera, futuro Partido Socialista Francés), estuvo cerca del Partido Comunista Francés, aunque más adelante se mostró crítico.
En 1921, recibió el Premio Nobel de Literatura por el conjunto de su obra. Al año siguiente, toda su producción literaria recibía la condena de la Santa Sede, siendo incluida en el Índice de Libros Prohibidos de la Iglesia católica mediante decreto del Santo Oficio fechado el 31 de mayo de 1922.
Tras el 24 de mayo de 1924, en su 80.° cumpleaños, al día siguiente de la victoria de la izquierda, asistió a una manifestación pública en su honor en el palacio del Trocadero.
De su padre heredó el interés por la Revolución Francesa. La familia era propietaria de una librería que vendía tanto libros como panfletos y otros materiales editados durante la Revolución. De ahí, el joven Anatole sacó parte de sus ideas y primeras lecturas. Años más tarde, en 1912, publicaría una novela acerca del período del Terror de la citada revolución, Los dioses tienen sed.
En 1920, dio su apoyo al recién fundado Partido Comunista Francés. En su libro El lirio rojo , France escribió: "La ley, en su majestuosa igualdad, prohíbe a ricos y pobres dormir bajo los puentes, mendigar en las calles y robar hogazas de pan".
France fue galardonado con el Premio Nobel en 1921. El 31 de mayo de 1922, todas las obras francesas fueron incluidas en el Index Librorum Prohibitorum ("Lista de libros prohibidos") de la Iglesia católica. France consideró esto como una "distinción". Este índice fue abolido en 1966.
Murió el 13 de octubre de 1924 y fue enterrado en el antiguo cementerio comunal de Neuilly-sur-Seine, cerca de París. Fue padre del también escritor Noël France.

## Consideraciones de crítica y autores
En un artículo escrito para el periódico español El País, el escritor mexicano Carlos Fuentes opina acerca de la importancia de Anatole France y de una de sus novelas, Los dioses tienen sed, para Milan Kundera: «France, estimado Kundera, ha caído en la lista negra, ¿quién lo lee? Yo recuerdo que para mi padre y mi abuelo era un autor fundamental y yo me uní al universal desprecio que condujo a los surrealistas a considerarle como "un hombre degradado" (Aragon), "un cadáver" (el grupo entero)». Kundera se ocupa de la novela de France ubicada en tiempos de la Revolución Francesa, Los dioses tienen sed, como un examen de lo cotidiano en la época de la guillotina. El personaje Gamelin es un hombre honrado que esconde a un monstruo. Su secreto para sobrevivir consiste en saberse en un tiempo desierto de humor que crea un desierto de la seriedad. No le basta. Se contradice. Gamelin es un hombre que puede saber sin darse cuenta de que el conocimiento auténtico no se refiere ni a la política ni a la historia. Y es que el tiempo del destino individual jamás debe -o puede- coincidir con el destino de la historia. Historia, política e individuo se entremezclan, pero jamás coinciden plenamente. Por los resquicios, se cuelan la novela y el novelista. France, concluye Kundera, no escribe para "condenar" la Revolución, sino para examinar el misterio de sus actores. El misterio de una nación que se regocija viendo cortar cabezas".

## Obras en orden cronológico
- Les Légions de Varus, poema publicado en la Gazette rimée (1867)
- Alfred de Vigny (1869)
- El Parnaso contemporáneo (1871) (algunos poemas)
- Poemas áureos (1873)
- Las bodas corintias (1876), drama en verso.
- El crimen de Sylvestre Bonnard (1881), premio de la Academia francesa.
- Los deseos de Jean Servien (1882)
- Abeille (1883)
- El libro de mi amigo (1885), el libro favorito de los maestros escolares para los dictados durante mucho tiempo.
- Le Château de Vaux-le-Vicomte (1888)
- Balthasar (1889), colección de cuentos.
- Thaïs (1890)
- El estuche de nácar (1892), colección de cuentos.
- El figón de la reina Patoja (1892)
- Las opiniones de Jérôme Coignard (1893)
- La azucena roja (1894), novela.
- El jardín de Epicuro (1895)
- El pozo de Santa Clara (1895), colección de cuentos.
- Au petit bonheur (1898)
- Pierre Nozière (1899)
- L’Histoire contemporaine (cuatro volúmenes de 1897 a 1901) que contiene:
  - I. El olmo del paseo (1897)
  - II. El maniquí de mimbre (1897)
  - III. El anillo de amatista (1899), sátira mordaz de la vida tanto parisiense como provinciana.
  - IV. El señor Bergeret en París (1901)
- Clio (1900)
- El asunto Crainquebille (1901)
- Opiniones sociales (1902)
- Crainquebille (1903)
- Histoire comique (1903)
- Le Parti noir (1904)
- Sobre la piedra blanca (1905)
- Hacia tiempos mejores (1906), recopilación de discursos y cartas
- La Comédie de celui qui épousa une femme muette (El hombre que casó con mujer muda) (1908)
- La isla de los pingüinos (1908)
- Vida de Juana de Arco (1908)
- Los cuentos de Jacques Tournebroche (1908)
- Las siete mujeres de Barba Azul (1909)
- Le Génie Latin (1909)
- Los dioses tienen sed (1912)
- El genio latino (1913), recopilación de prólogos.
- La rebelión de los ángeles (1914)
- En la vía gloriosa (1915)
- Pedrito (memorias de Anatole France) (1918) (texto completo en Wikisource en francés)
- La vida en flor (1922)
- Le Mannequin d'osier (1928)
- Trente ans de vie sociale, en cuatro volúmenes (1949, 1953, 1964, 1973)